# Giovanni Angelo Montorsoli
Angelo di Michele, llamado en religión Giovanni Angelo y conocido como el  Montorsoli (Florencia, 1507-1563) fue un religioso de la Orden de los Servitas, escultor y arquitecto italiano del siglo XVI.

## Biografía
Colaboró con Miguel Ángel en la Sacristía Nueva de San Lorenzo de Florencia, donde esculpió el San Cosme al lado de la Madonna Medici (1536-37). Actuó en numerosos campos, como restaurador de estatuas antiguas, como arquitecto y creador de decoraciones para festividades. Además, construyó numerosos monumentos funerarios, como la tumba de Mauro Mafferi (1537) en el Duomo de Volterra, la tumba de Andrea Doria (1541) en la iglesia de San Mateo en Génova o la sepultura del poeta Jacopo Sannazzaro en santa María del Parto en Nápoles, hecha en colaboración con Bartolomeo Ammannati. 
En 1532, el papa Clemente VII le encargó la restauración de la colección de esculturas antiguas que se guardaban en el Patio del Belvedere. En ese cargo, intervino y recompuso estatuas tan célebres como el Laocoonte o el Apolo de Belvedere. Trabajó también para el emperador Carlos V (bustos en la Cartuja de san Martino de Nápoles y el Museo del Prado) y para su hijo Felipe II de España, que le encargó una fuente monumental para la Casa de Campo de Madrid (Fuente del Águila).
Se estableció en Mesina entre 1547 y 1557, habiendo sido llamado por el Senado de aquella ciudad para edificar, en la desembocadura del acueducto de Camaro (1530-47), sobre la plaza del Duomo, una fuente que fuera de utilidad pública, sirviendo además como motivo decorativo. Este proyecto tenía gran importancia en la escenografía urbana de Mesina. Situada delante de la catedral, pero alejada de su eje longitudinal, su construcción supuso la reordenación de toda la plaza, incluyendo la demolición de la iglesia de San Lorenzo.
Montorsoli recibió además el encargo de construir una nueva iglesia de San Lorenzo en sustitución de la derruida. La urbanización de la Plaza del Duomo, en la que escultura y espacio urbano resultaban indisolubles, fue una de las primeras experiencias urbanísticas de importancia que tuvieron lugar en Sicilia.

## Obras realizadas en Mesina

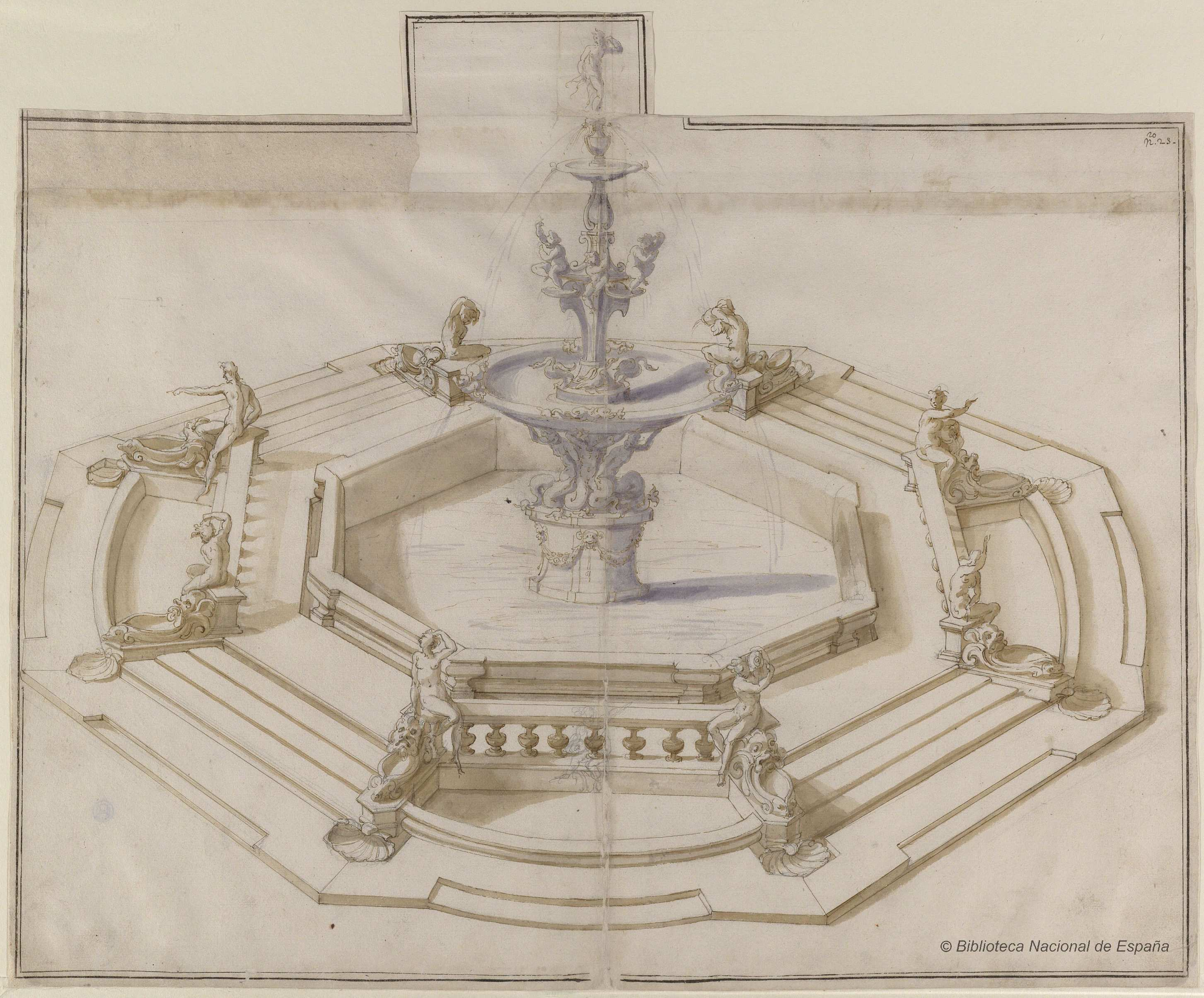
Proyecto de la fuente de Orión en Messina, dibujo a pluma, lápiz negro, tinta parda y aguada reunido en el Álbum de Fra Giovanni Vincenzo Casale. Biblioteca Nacional de España.

- Fuente de Orión (1547-51). Orión era el mítico fundador de Mesina. La fuente incluye un completo sistema de canalizaciones; presenta una estructura piramidal. En lo alto, la estatua de Orión con su perro Sirio. Más abajo, cuatro putti que cabalgan delfines, de cuyas bocas sale el agua que cae en el tazón inferior. Siguen cuatro náyades y cuatro tritones, en recipientes cada vez mayores. Finalmente, una gran pileta dodecagonal con cuatro estatuas que representan los ríos Nilo, Tíber, Ebro y Camaro.[4] Se completa con cuatro pequeños vasos y ocho monstruos en piedra negra. En la creación de esta compleja iconografía colaboró probablemente el científico mesinés Francesco Maurolico, que también compuso los dísticos latinos grabados debajo las estatuas de los ríos.[5]

- Fuente de Neptuno (1557): situada originalmente en la ribera, fue trasladada después del terremoto de 1908 a su ubicación actual, en la Plaza de la Unidad de Italia, pero arbitrariamente girada 180 grados respecto de su posición original, por lo que actualmente se sitúa de espaldas al mar.

- Iglesia de San Lorenzo (destruida en 1783): era un edificio con planta rectangular, con cúpula central y dos laterales.

- Torre della Lanterna (1555), originalmente llamada Torre del Garofalo Foto

- Fuente del Castillo de Bauso, se le atribuye también la autoría.